# Saad Mubarak Ali
Saad Mubarak Ali, född 18 september 1960, är en friidrottare från Bahrain. Han deltog vid olympiska sommarspelen 1992.